# Maximilian Bircher-Benner
Maximilian Oskar Bircher-Benner (Aarau, 22 de agosto de 1867 – Zurique, 24 de janeiro de 1939) foi um médico suíço e pioneiro em pesquisas nutricionais.

## Biografia
Ele estudou medicina em Zurique. Durante o primeiro ano em seu consultório, Bircher-Benner adoeceu com um caso leve de icterícia. Diz-se que ao comer maçãs-verdes, o médico foi logo curado. Bircher-Benner se tornou mais e mais convencido do poder de cura das frutas e vegetais crus. Entre 1895 e 1900 ele conduziu experimentos com vegetais crus com altos índices nutricionais em si mesmo, sua família e até mesmo os pacientes que pareceu apropriado. Ele finalmente desenvolveu o prato que se tornou um clássico em todo o mundo, Bircher Muesli.
Em novembro de 1897, Bircher-Benner abriu uma pequena clínica privada de dietética e métodos de cura física na Rua asilo em Zurique. Em 1904, o médico recém-formado, que foi finalmente alojado no distrito de vila em Zurichberg, abriu um sanatório novo em um local ensolarado sul-ocidental. Era chamado de "Força Vital", que é um termo-chave do movimento de reforma de estilo de vida alemão que afirma que as pessoas devem padrão de suas vidas após a lógica determinada pela natureza, Assim viver em harmonia com a natureza. A reputação da clínica logo se espalhou para fora da Suíça e os pacientes incluídos príncipes e magnatas da indústria, músicos e figuras literárias.
Os novos ensinamentos de valor nutricional Bircher-Benner foram um forte contraste com as noções alimentar habitual, segundo a qual o valor dos alimentos foi medido pelo seu teor de proteínas e calorias. De acordo com Bircher-Benner, os alimentos devem deixar de ser apenas um meio para saciar a fome, o mais importante é que ele mantém o organismo mais saudável. As refeições devem conter pouca ou nenhuma carne, batatas, pão escuro, leite e produtos lácteos.
Dr. Bircher-Benner morreu em 24 janeiro de 1939, com 72 anos. Ele não viveu para ver a abertura do "sanatório Popular para um estilo de vida baseada na natureza." Graças à doação de um paciente, este sanatório, executado de acordo com suas ideias, que estreou no mesmo ano, em Zurique. Além disso, a "Força Vital" Sanatório foi rebatizado como "Bircher-Benner Clinic, em sua memória em 1939.

## Publicações selecionadas
- Food Science For All (translated by Arnold Eiloart, 1928)
- Fruit Dishes and Raw Vegetables: Sunlight (Vitamine) Food (1930)
- Health-Giving Dishes (1934)
- The Essential Nature and Organisation of Food Energy (translated by D. E. Hecht and E. F. Meyer, 1939)
- The Prevention of Incurable Disease (translated by E. F. Meyer, 1959)